# Alte Kölnische Landstraße
Als Alte Kölnische Straße oder Alte Kölnische Landstraße werden mehrere Altstraßen bezeichnet, die ausgehend von Köln als Handels- und Heerwege rechtsrheinisch nach Norden und Nordosten führten. Neben dem Mauspfad, der Heidenstraße, der Brüderstraße, der Heerweg Köln–Wipperfürth–Soest und dem Heerweg Köln–Dortmund zählt die frühmittelalterliche Fernverkehrsstraße Strata Coloniensis, im Folgenden auch als Alte Kölnische Straße (Trasse 3) bezeichnet, zu den wichtigsten rechtsrheinischen Straßen, die Köln mit dem Umland verband.
(Die Zahlen in Klammern kennzeichnen die einzelnen Straßen in den Kartenausschnitten)

## Linksrheinische Altstraßen im Raum Köln

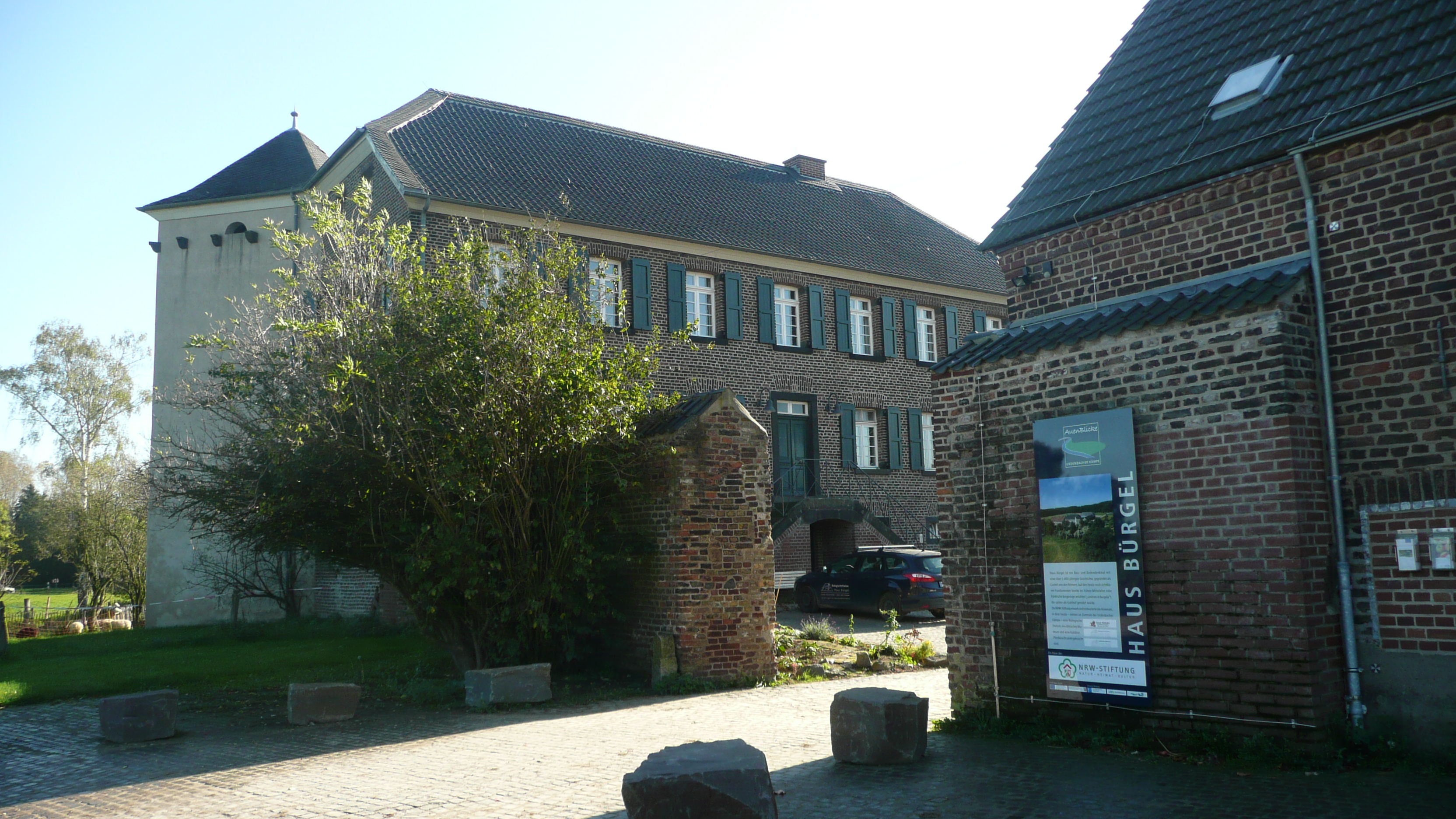
Haus Bürgel – Archäologisches Museum

Im Mittelalter wurde der überwiegende Teil des aus Köln kommenden Warenverkehrs in nördliche Richtung linksrheinisch auf den gut ausgebauten Römerstraßen (6) transportiert. Die befestigte Römerstraße führte an der Uferkante des alten Rheins von Köln über Dormagen bis zur Feste Zons und weiter linksrheinisch über Neuss, Mülfort (bei Mönchengladbach), Rheindahlen bis Roermond.
Bei der Feste Zons kreuzte die Römerstraße eine Süd-Nordost-Verbindung (7). Diese Süd-Nordost-Verbindung führte von Jülich oder Düren über Rommerskirchen, Anstel, Kloster Knechtsteden, Horrem nach Zons und von dort weiter zum Rheinübergang beim ehemaligen römischen Kastell Haus Bürgel. Haus Bürgel lag im frühen Mittelalter linksrheinisch. Bei einem verheerenden Rheinhochwasser Ende des 14. Jahrhunderts (möglicherweise im Jahre 1374) verlagerte sich das Flussbett nach Westen und das Gut liegt seitdem rechts- statt linksrheinisch und ist nun durch den Rhein von Zons getrennt.

## Von Köln kommende rechtsrheinische Altstraßen

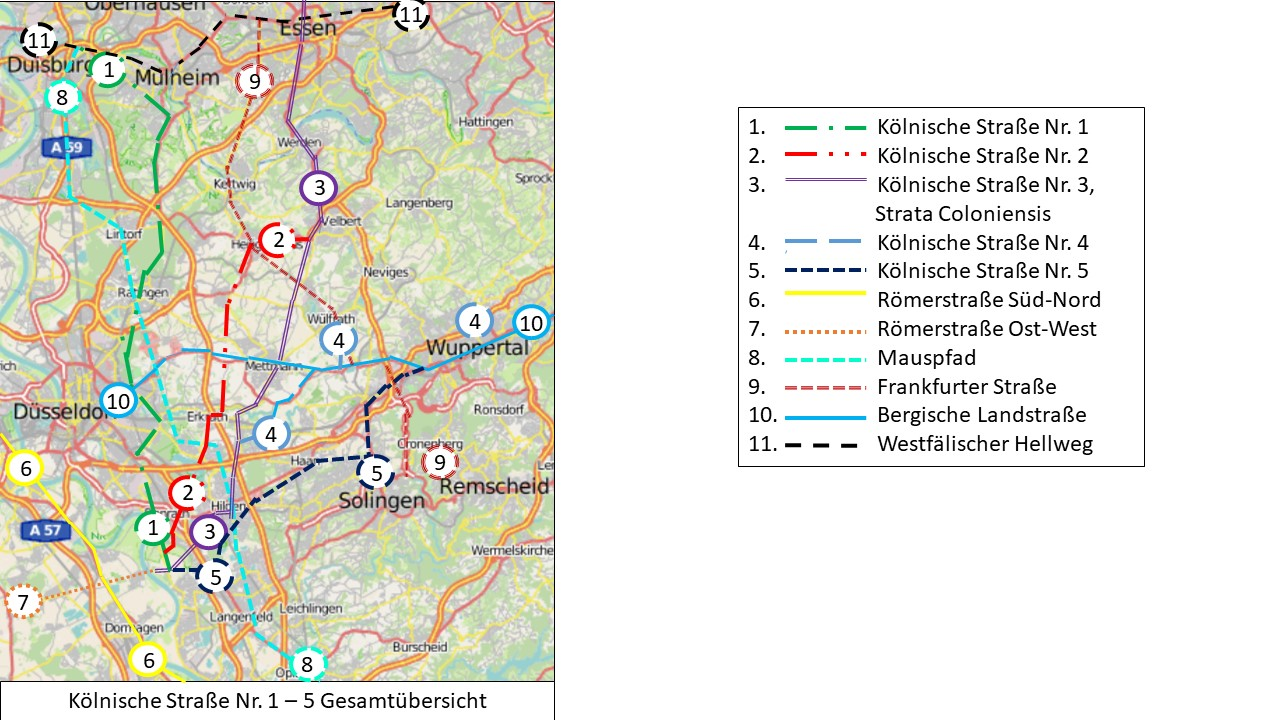
Kölnische Straßen Nummer 1–5, Übersicht (n. E. Krumme)

Bei der großen wirtschaftlichen Bedeutung der Stadt Köln haben im Mittelalter auch rechtsrheinische Handelsstraßen dem Warenverkehr von Köln in Richtung Norden und Nordosten gedient. Köln bezog aus dem Niederbergischen und aus Westfalen in erster Linie landwirtschaftliche Erzeugnisse, aber auch Rohhäute. Köln lieferte nach Westfalen Wein, Tuche und Leder. Köln besaß ein bedeutendes Ledergewerbe und im 16. Jahrhundert nahm es in der deutschen Seidenerzeugung den ersten Platz ein.
Während linksrheinisch noch das alte Straßennetz der gut ausgebauten Römerstraßen für den Verkehr genutzt werden konnte, gab es rechtsrheinisch vorwiegend unbefestigte, enge und schlammige Feldwege mit tiefen, von den Fuhrwerken verursachten Spurrillen. Sie waren teilweise durch Knüppel, Stangen oder Geflechte verstärkt, dennoch nur mühsam mit Kaufmannswägen zu nutzen.
Die fünf Straßen, die in der Literatur Kölnische Straßen oder Kölner Straße genannt wurden, werden hier von Osten nach Westen durchnummeriert. Sie liefen nach Norden bzw. Nord-Osten durch das Niederbergische Gebiet bis nach Westfalen. Am ältesten und bekanntesten war die Strata Coloniensis, die Kölnische Straße Trasse 3.

## Kölnische Straße Trasse 1
Die Kölnische Straße Trasse 1 (1) verlief auf der rechten Rheinseite am nächsten zum Fluss. Sie verlief parallel zum Mauspfad (8) und kreuzte ihn bei Ratingen und Duisburg. Der Hauptunterschied zwischen beiden Verkehrswegen ist, dass die Kölnische Straße Trasse 1 von Köln über Zons kommend bei Haus Bürgel den Rhein überschritt. Dagegen verlief der Mauspfad auch im Kölner Bereich in einiger Entfernung rechts vom Rhein und überschritt ihn niemals.

### Die Kölnische Straße Trasse 1 von Haus Bürgel nach Düsseldorf-Nord
Von Haus Bürgel aus verlief die Kölnische Straße Trasse 1 den Rhein entlang über Urdenbach, die Benrather Rheinebene, Reisholz zum Haus Eller. Von dort führte sie geradlinig auf der rechtsrheinischen Niederterrasse nach Norden. Zunächst ging es über die heutigen Düsseldorfer Stadtteile Eller, Vennhausen, Gerresheim, Grafenberg auf die Hochterrasse des Aaper Walds nach Wolfsaap.

### Die Kölnische Straße Trasse 1 von Düsseldorf-Nord über Ratingen nach Mülheim (Ruhr), Duissern
Die Kölnische Straße Trasse 1 kreuzte den Schwarzbach beim Hof Mühlentaler und erreichte Ratingen am Düsseldorfer Tor. Dort schnitt sie auf dem Marktplatz zum ersten Mal den Mauspfad. Nach dem Übergang über die Anger führte die Kölnische Straße Trasse 1 durch das Gelände des heutigen Blauen Sees.
Auf ihrem Weg nach Norden verlief sie über Schwarzenbruch, Trockener Stiefel, Kost, Krummenweg am Breitscheider Hof vorbei nach Selbeck (Mülheim an der Ruhr) und weiter zum Zisterzienserkloster in Mülheim-Saarn. Von dort ging es über den Saarner Berg und durch den Duisburger Wald am Wolfsberg vorbei in Richtung Duisserner Berg (Kaiserberg) nach Duissern, heute einem Stadtteil von Duisburg. In Duissern erreichte die Kölnische Straße Trasse 1 den Mauspfad zum zweiten Mal. Duissern lag auch am Westfälischen Hellweg (11), dem alten fränkischen Heerweg, der von Osten kommend zur Mündung der Ruhr in den Rhein führte.
Das Ende der Kölnische Straße Trasse 1 wird am Umschlagplatz der Landstraßen mit dem Rhein im Raum der Duisburger Altstadt gesehen. Dort wurden die Waren auf Schiffe geladen und bequemer und sicherer auf dem Rhein weitertransportiert.

## Kölnische Straße Trasse 2
Die Kölnische Straße Trasse 2 (2) verlief zwischen der Kölnischen Straße Trasse 1 und der Kölnischen Straße Trasse 3, der Strata Coloniensis, und nahm keine Rücksicht auf das Geländeprofil. Da sie bergauf und bergab ging, war sie mehr als Reitweg als durch Fuhrwerke genutzt worden.

### Die Kölnische Straße Trasse 2 von Haus Bürgel bis Erkrath
Nach dem Übergang über den Rhein bei Haus Bürgel verlief Kölnische Straße Trasse 2 in Richtung Urdenbach über die Paulsmühle am heutigen Schloss Benrath, nach Elb bei Hilden. An der Rohrsmühle traf sie auf den Mauspfad und ging weiter bis Ten-Ofen nördlich des Hauses Unterbach.
Im heutigen Kreis Mettmann stieg sie zum Heiligenhäuschen auf den Korresberg (103 m ü. NHN) empor, um dann in Erkrath an der katholischen Kirche (60 m ü. NHN) vorbei wieder abzusteigen. Nachdem der Bach Düssel überquert war, stieg sie auf der anderen Seite des Tals der Düssel zu Gans wieder an. Dort hatte sie einen Schnittpunkt mit der heutigen Laubacher Straße, die nach Mettmann führt.

### Die Kölnische Straße Trasse 2 von Erkrath bis Velbert

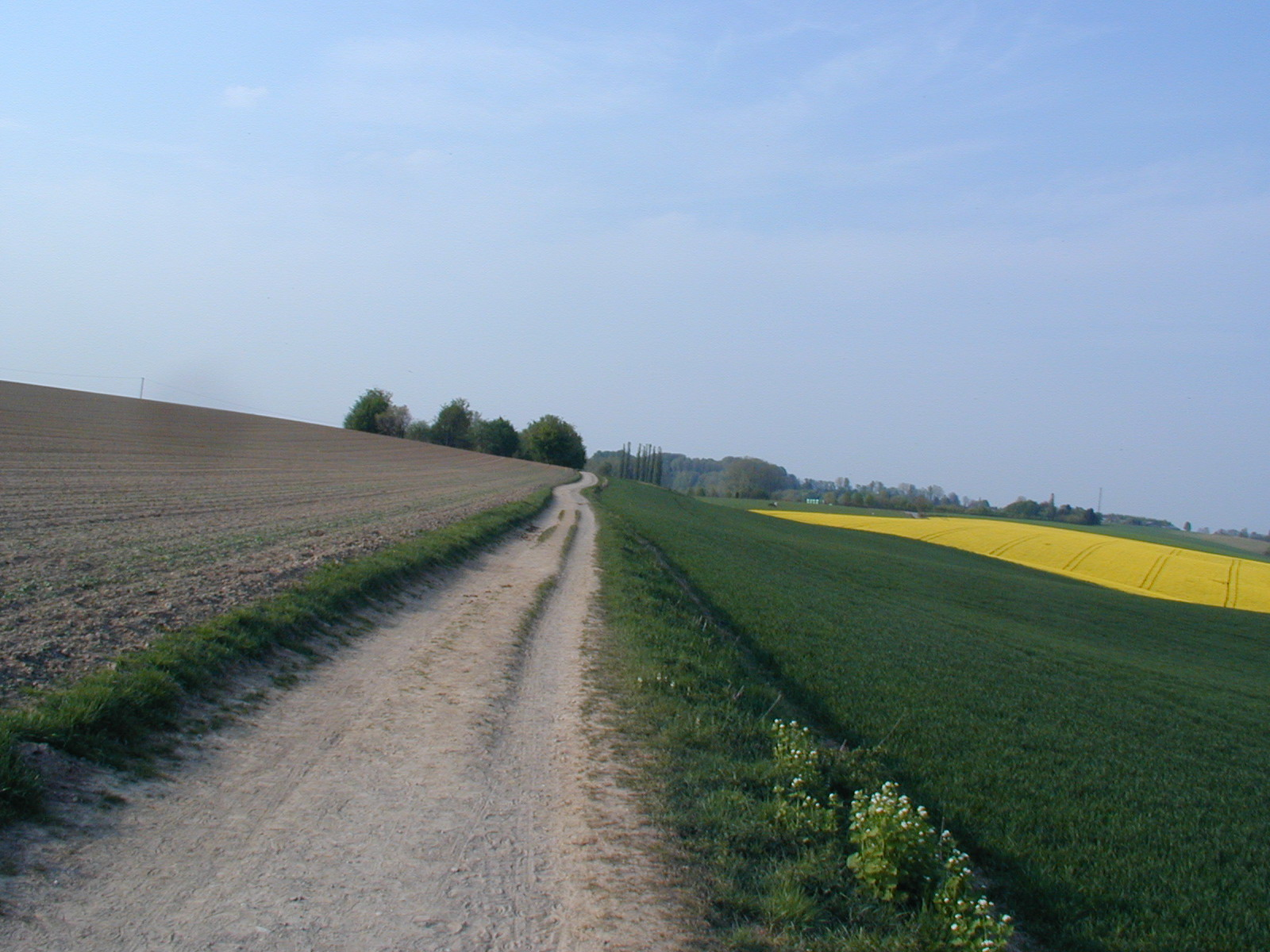
Die Trasse der Kölnischen Straße (2) zwischen der Stindermühle und dem Kißberg bei Erkrath

Von Erkrath kommend, ging die Kölnische Straße Trasse 2 weiter zur Stindermühle (113 m ü. NHN) im Stinderbachtal, um danach zum höchsten Punkt der westlichen Gebiete des Niederbergischen Landes, dem Kißberg (142 m ü. NHN), anzusteigen. Beim Lindchen, in der Nähe des heutigen Landguts Höhne, schnitt sie die Bergische Landstraße (10) (heute Bundesstraße 7), die in Richtung Mettmann führt.
Der Verlauf des Weges von Kraumenhaus, östlich von Hassel und der Abstieg zum Papsthof war für die Forscher der Kölnischen Straße Trasse 2 schwer wiederzuentdecken. Vom Papsthof stieg der Weg zum Hoferhäuschen (147 m ü. NHN) empor. Hier erreichte sie die Straße Ratingen–Hassel. Entlang des Kammes verlief die Kölnische Straße Trasse 2 über Rosenthal (131 m ü. NHN) um zum Hof Flicken (155 m ü. NHN) anzusteigen. Danach stieg sie ins Schwarzbachtal hinab, um den Fluss beim Schwarzbachhof nördlich von Metzkausen zu überqueren. Auf der anderen Seite des Schwarzbachtals erfolgte der Anstieg zum Gut Zehnthof östlich an Meiersberg vorbei. Dort schnitt sie die Straße Ratingen–Wülfrath.
Nach dem Übergang über den Bach Anger beim Hof In der Laubeck, östlich der Hofermühle, führte der Weg zum Henriettenhof südlich von Heiligenhaus und weiter nach Norden. Bei Dalbecksbaum westlich von Velbert war der Übergang in die Kölnische Straße Trasse 3, die Strata Coloniensis.

## DieStrata Coloniensis, Kölnische Straße Trasse 3
Die mittlere der fünf Kölnischen Straßen war die Kölnische Straße Trasse 3 (3), die als Strata Coloniensis in der Literatur bekannt ist. Die Strata Coloniensis gehörte im Mittelalter zu den bedeutendsten Fernhandelswegen des Niederbergischen Hügellandes. Sie verband die Handelsmetropole Köln mit der 799 vom hl. Liudger gegründeten, reichsfreien Abtei Werden, einem späteren Benediktinerkloster. Als Altfrid, der 4. Bischof von Hildesheim, 852 auf seinem Gut Astnide an der Kreuzung des Hellweges mit der Strata Coloniensis ein freiweltliches Stift für Damen des Hochadels gründete, war der Grundstein der Stadt Essen gelegt.
Die Strata Coloniensis war ein Verkehrsweg von Köln kommend, der schon zu Beginn des 2. Jahrhunderts bestanden hat. Der erste Nachweis ist eine Schenkungsurkunde: Am 16. Oktober 1065 schenkte Heinrich IV. dem Erzbischof von Bremen einen Bannforst zwischen Ruhr, Rhein, Düssel und dem Weg, der von Köln zur Brücke vor Werden führt. Im Mittelalter schlossen sich mehrere Handelsleute zusammen und fuhren als Treck gemeinsam. Sie bekamen vom Erzbischof in Köln militärischen Schutz als Begleitung gegen Räuber mit, aus diesem Grund hießen die Handelswege auch Schutzstraßen.
Von Köln kommend lief die Strata Coloniensis linksrheinisch über Dormagen auf alten, gut befestigten Römerstraßen (6) nach Zons. Dort wechselte sie beim Alten Rhein auf die rechte Rheinseite und lief zum Kastell Haus Bürgel. Dort verzweigten sich die Kölnische Straße Trasse 1 und Kölnische Straße Trasse 3.

### DieStrata Coloniensisvon Haus Bürgel über Hilden, Hochdahl nach Mettmann

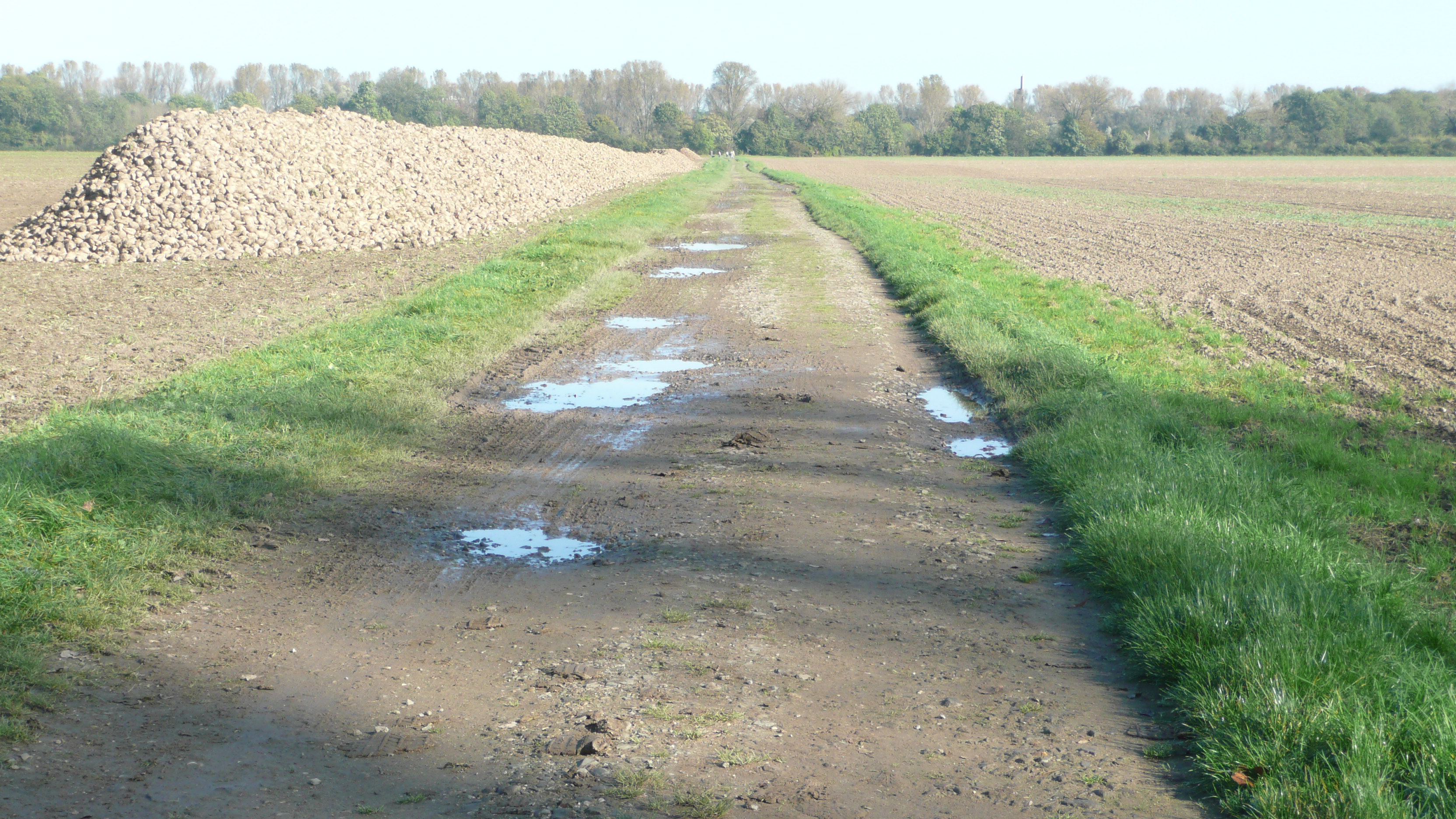
Die Trasse der Kölnischen Straße (3) von Haus Bürgel in Richtung Haus Horst

Der Verlauf der Strata Coloniensis führte rechtsrheinisch als Handelsweg, Schutz- und Heerstraße von Haus Bürgel über Hellerhof bei Garath, an Buchholz vorbei, Haus Horst, Horster Allee zum Itterbach und an dem Fließgewässer entlang nach Hilden.
Die Strata Coloniensis kreuzte in Hilden bei der Reformationskirche und dem ehemaligen Hohen Hof, Fronhof den Mauspfad (8) (Gerresheimer Straße, Schwanenstraße, Schulstraße, Richrather Straße). Um bei Kriegszeiten nicht durch den Ortskern von Hilden zu müssen, wurde in Hilden die Straße Heerstraße als Querverbindung zwischen dem Mauspfad (Gerresheimer Straße) und der Strata Coloniensis (Benrather Straße) benutzt. Sie durchquerte Hilden auf der heutigen Mittelstraße bis zur Gabelung und bog in die Hochdahler Straße ab.
Weiter ging es zu dem heutigen Landgasthaus Kemperdick, dort wo der Hühnerbach und der Mahnerter Bach zusammenfließen und den Eselsbach bilden, an Stocks und Klockes Busch vorbei nach Hochdahl-Trills.
Bei Trills zweigte die Kölnische Straße Trasse 4 von der Strata Coloniensis nach Nord-Osten in Richtung Millrath ab. Dazu schrieb der Heimatforscher Klockenhoff: „In Hochdahl-Millrath ist eine Abzweigung von der Strata als Alte Kölner Straße bekannt. Ihre Gabelung muss zwischen Trillser – und Böllenschmiedts Hof, etwa in Höhe der Sedentaler Straße, gelegen haben“.
In Trills lief die Strata Coloniensis östlich vorbei an den Gütern Schlickum, der dem Gut Clef vorgelagert ist. Danach stieg sie den steilen Berg auf die Hochdahler Höhe in Richtung des heutigen Bahnhofs Hochdahl hinauf. Sie stieg über Hof Thekhaus in das Tal der Düssel hinab und überquerte den Fluss bei der Einmündung des Mettmanner Bachs am Fuß des Butterbergs.
Nach dem Anstieg in Richtung Bahnhof Neanderthal ging sie am Eidamshaus vorbei weiter auf der Höhenstraße nach Mettmann.

### DieStrata Coloniensisvon Mettmann nach Essen-Werden
Ab Mettmann führte die nördliche Strata Coloniensis entlang des Bibelskircher Wegs nach Hoferneuhaus. Bei Siepen, nordwestlich von Wülfrath, überquerte sie den Bach Anger und kreuzte sich mit der Altstraße Frankfurter Straße (9). Westlich an Velbert vorbeipassierte sie Tillmannshöfen und Velbert-Dalbecksbaum. Dort war auch die Zusammenführung mit der Kölnischen Straße Trasse 2. Durch Wordenbeck und Plätzchen bei Velbert gelangte sie zum Ruhrübergang bei Werden. Dort war das Ende der Strata Coloniensis.
Der Weg führte weiter nach Norden über Essen, Altenessen, Münster nach Lübeck. In Essen kreuzte die Strata Coloniensis die West-Ost-Verbindung Westfälischer Hellweg.

## Die Kölnische Straße Trasse 4

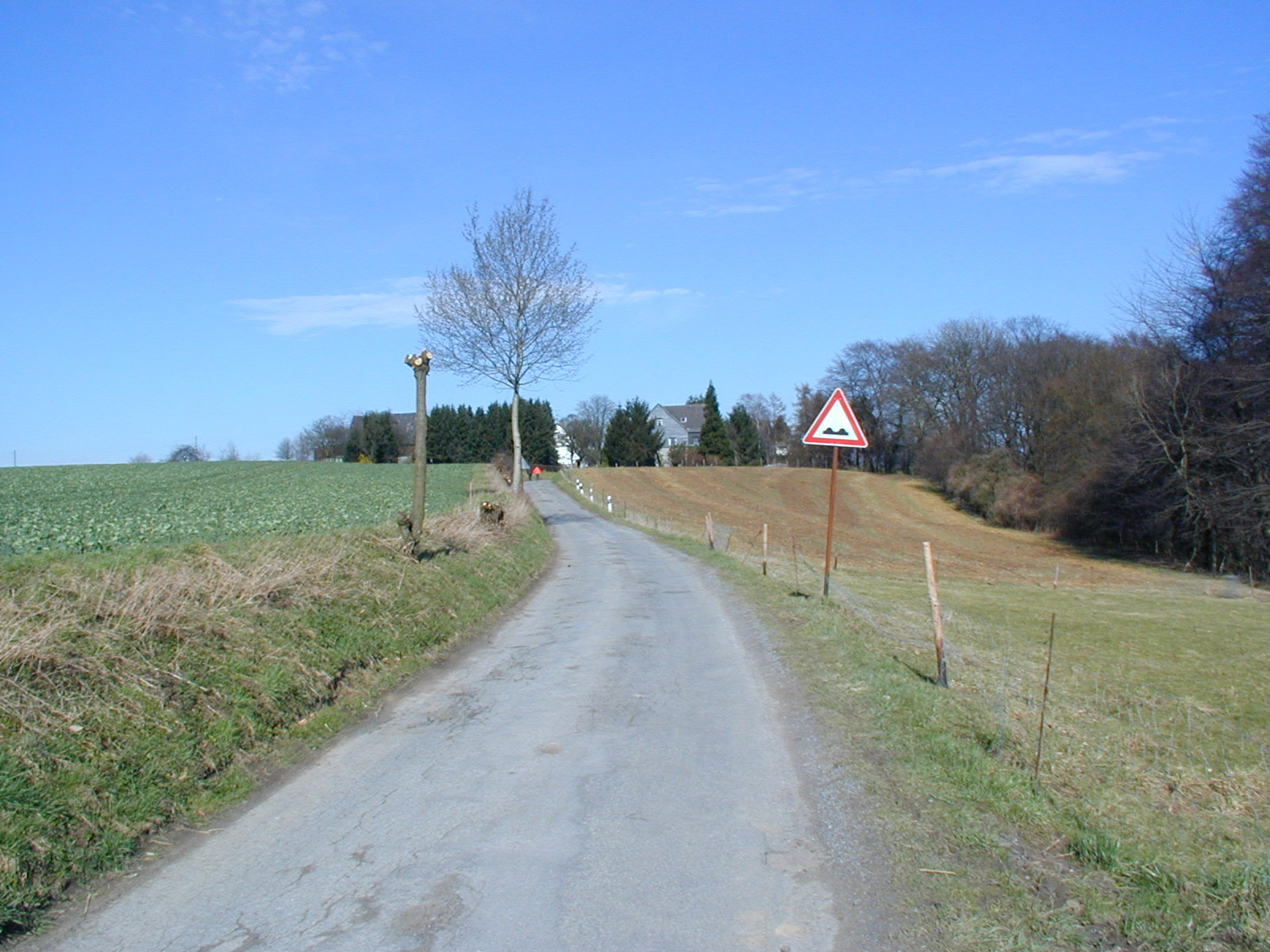
Die Trasse der Kölnischen Straße (4) vor dem Gehöft Steinöckel

Die Kölnische Straße Trasse 4 (4) war eine Verbindungsstraße zwischen den Altstraßen Strata Coloniensis (3) und der Frankfurter Straße (9). Bei Trills zweigte sie von der Kölnischen Straße Trasse 3, Strata Coloniensis, nach Nord-Osten ab. Die Kölnische Straße Trasse 4 lief über Schlickum, Millrath, Gut Thunis, Thunisbrücke, Winkelsmühle, Gehöft Steinöckel, Potherbruch nach Hahnenfurth. Sie kreuzte dort die Bergische Landstraße (10) und traf nach der Schöllersheide bei Wülfrath-Düssel auf die Frankfurter Straße (9).

## Die Kölnische Straße Trasse 5

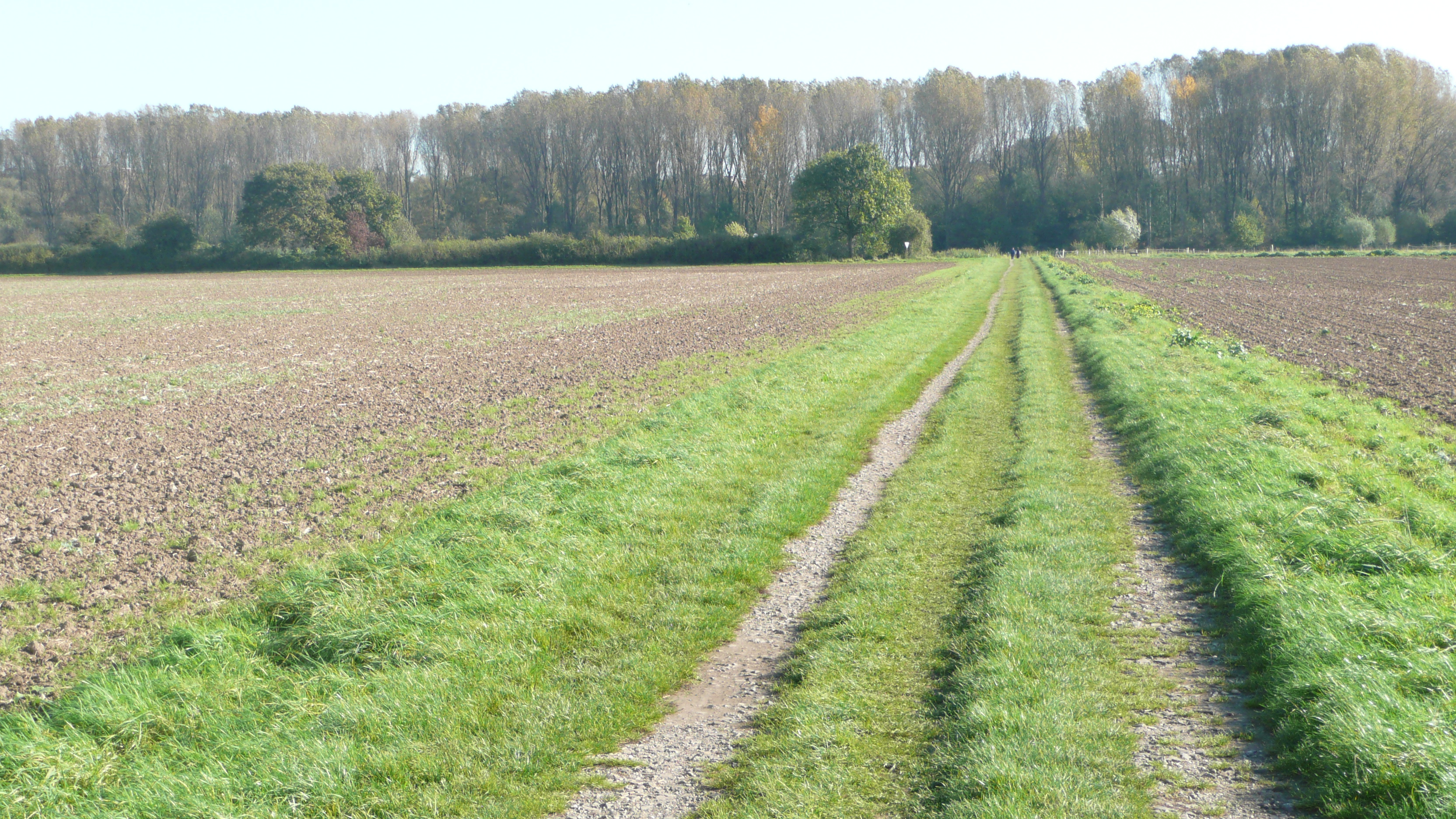
Die Trasse der Kölnischen Straße (5) von Haus Bürgel in Richtung Hellerhof

Die Kölnische Straße Trasse 5 (5) zweigte am Haus Bürgel von der Strata Coloniensis ab. Sie lief durch die Urdenbacher Kämpe über Hellerhof bei Garath, im Hildener Süden an Karnap und Haus Tillmann vorbei, durch die Hildener Kölner Straße mit dem Wiedenhof bis zu Forstbach, Pungshaus neben dem Holterhöfchen. Die Pungshausstraße führte nach Kalstert, durch die heutige Autobahnunterführung der A3 zum Bauernhof Wirtz. Die Trasse 5 passierte dann südlich den Jaberg und mündete im Osten von Kalstert in die heutige Ohligser Straße, der östlichen Verbindungsstraße zwischen Hilden-Ost und Haan. Nach kurzem Stück folgte sie nordöstlich dem Bach entlang, durch den Hülsberger Busch und der Haaner Kölner Straße.
In der Nähe der Haaner katholischen Kirche St. Chrysanthus und Daria (Haan) ging sie für eine kurze Strecke über die heutige Bundesstraße 228 nach Osten, um dann nach Gräfrath abzuzweigen. In Gräfrath schwenkte die Trasse 5 nach Norden in Richtung Vohwinkel und weiter nach Sonnborn. In der Vohwinkeler Senke in Sonnborn traf sie auf die Frankfurter Altstraße die heutige L74, die von Süden über Cronenberg kam.
In Hilden war die Dorfstraße / Mittelstraße die Verbindung zwischen den Altstraßen Strata Coloniensis, sowie dem Mauspfad, die beide an der evangelischen Kirche (Reformationskirche) vorbeiführten, und der Kölnischen Straße Trasse 5. Die Verbindung mündete auf der unteren Walder Straße in Höhe der westlichen Kalstert (heute Autobahnunterführung) in die Trasse 5.

## Karten (nach Erich Krumme)

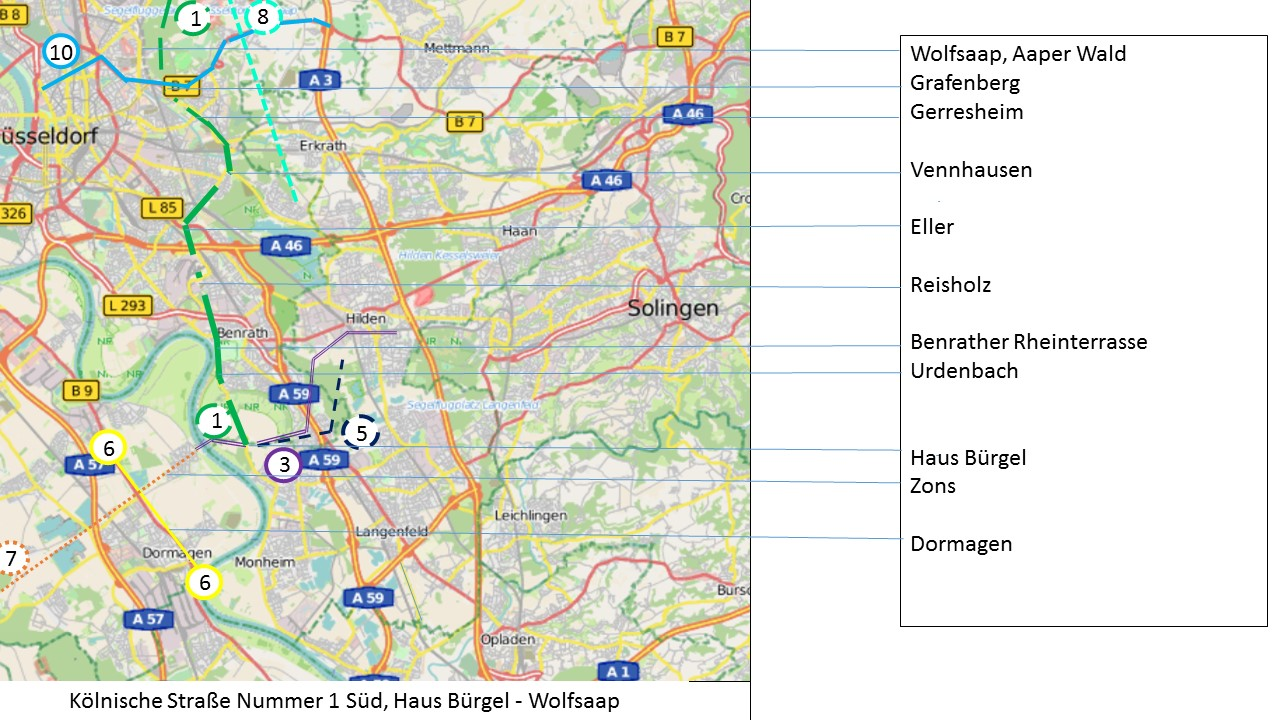
Kölnische Straße Trasse 1, Süd: Haus Bürgel – Wolfsaap
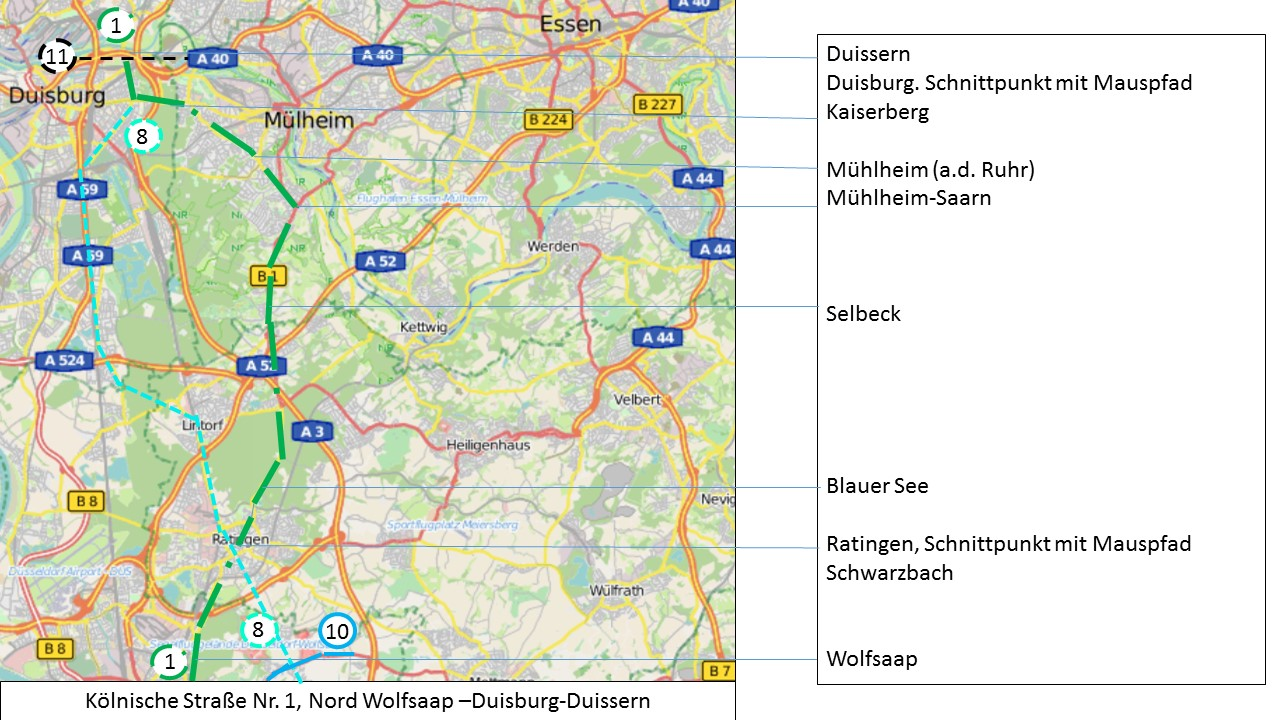
Kölnische Straße Trasse 1, Nord: Wolfsaap – Duisburg
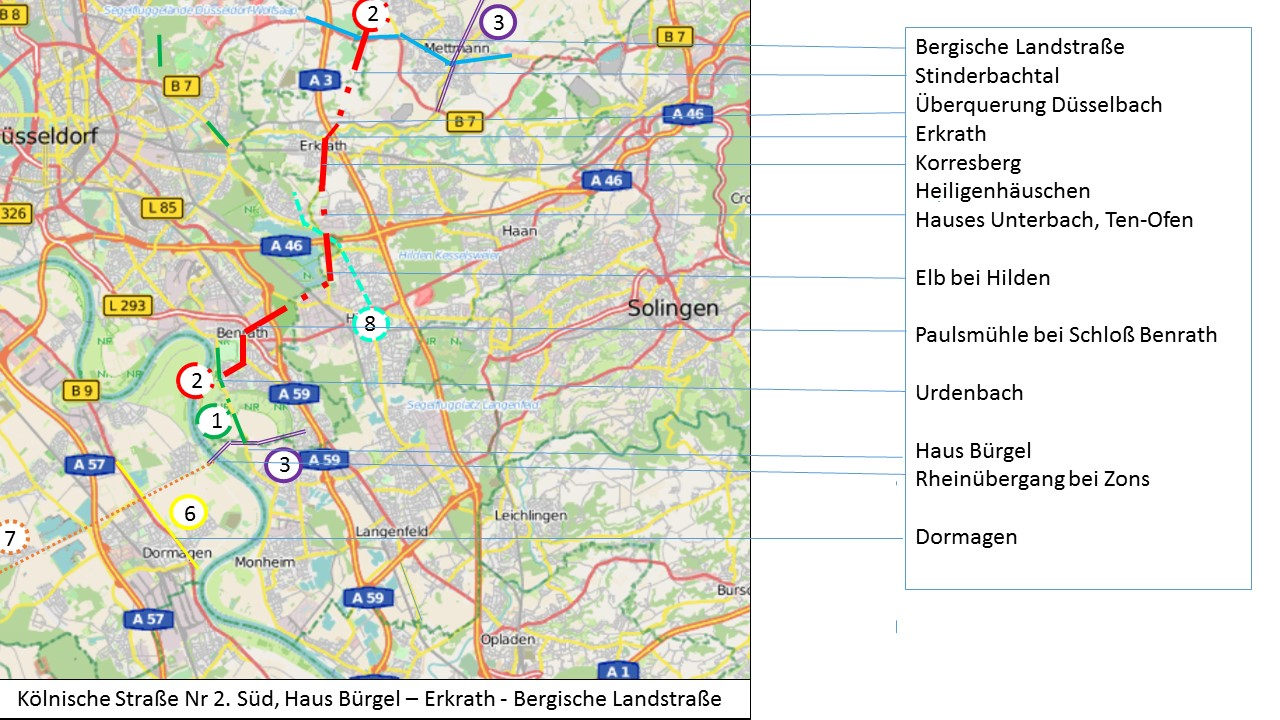
Kölnische Straße Trasse 2, Süd: Haus Bürgel – Erkrath
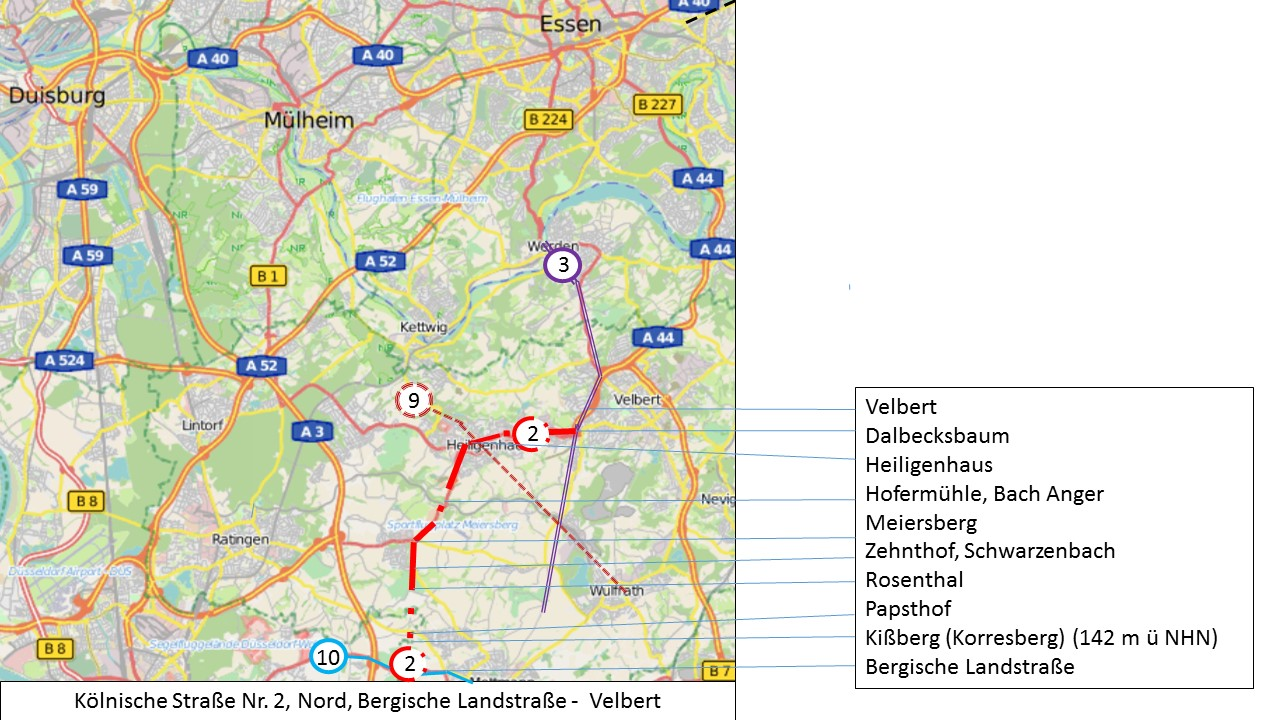
Kölnische Straße Trasse 2, Nord: Erkrath – Velbert
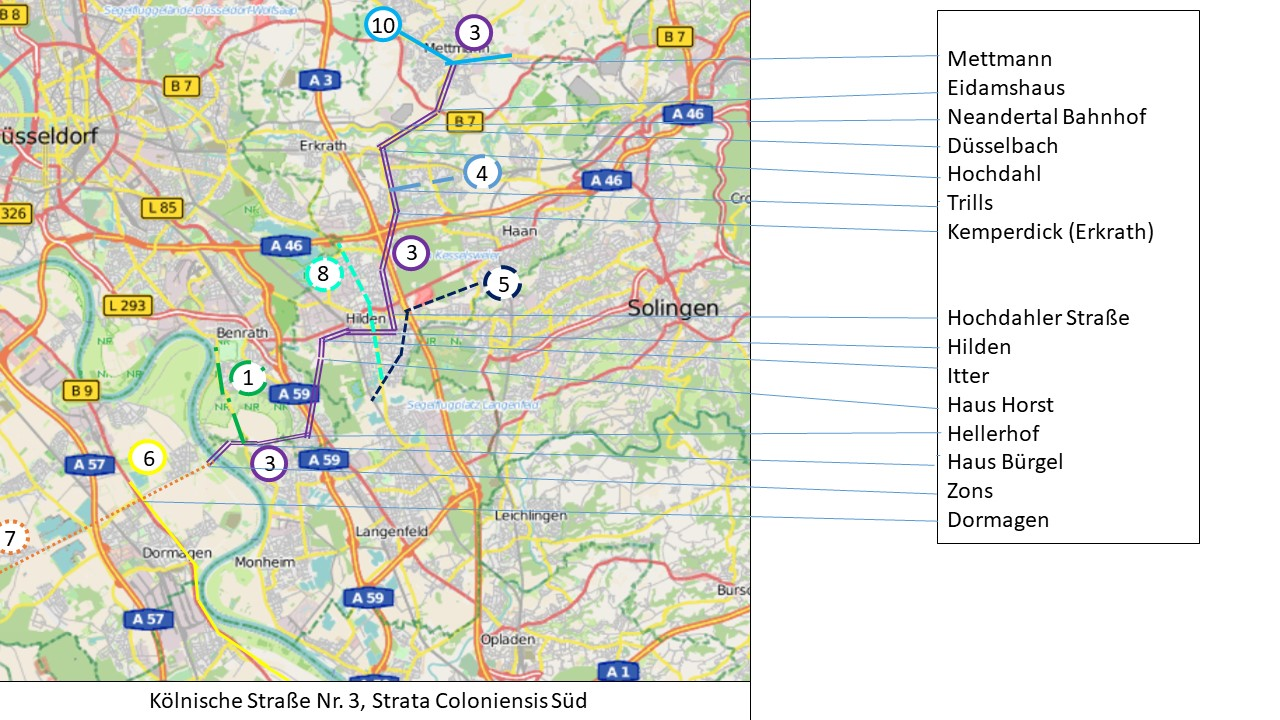
Kölnische Straße / Strata Coloniensis Trasse 3, Süd: Haus Bürgel – Mettmann
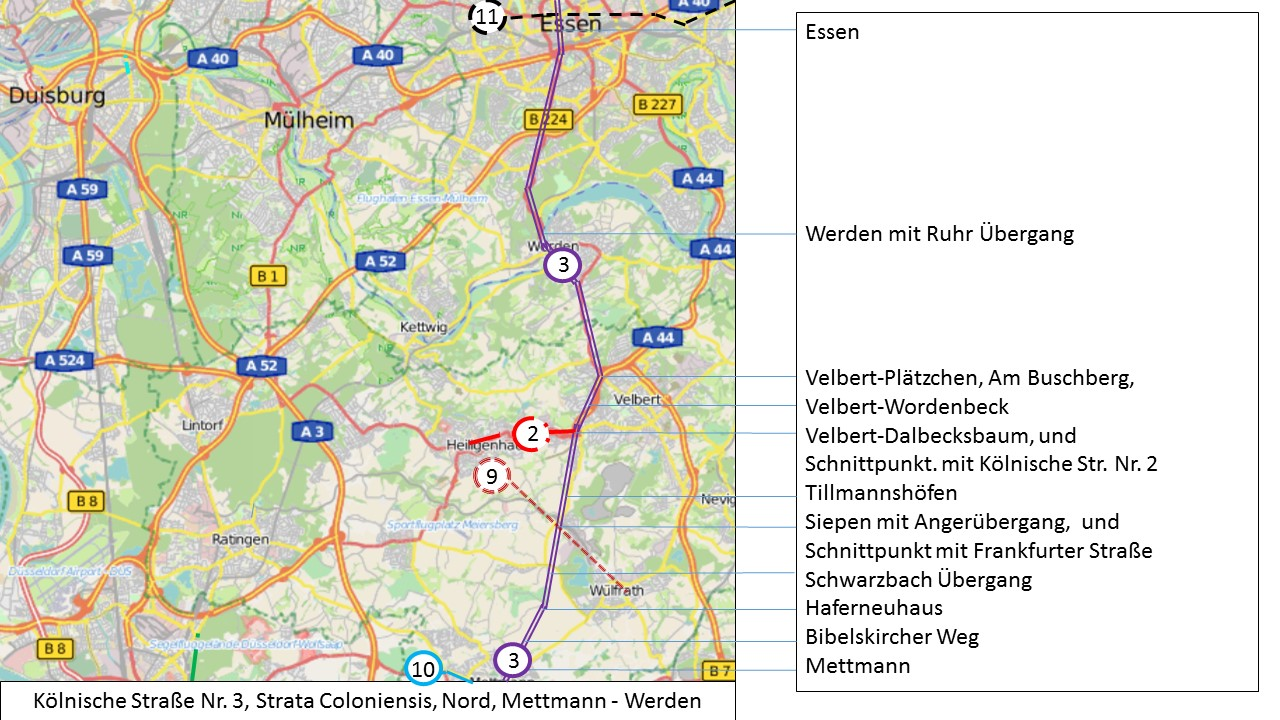
Kölnische Straße / Strata Coloniensis Trasse 3, Nord: Mettmann – Werden
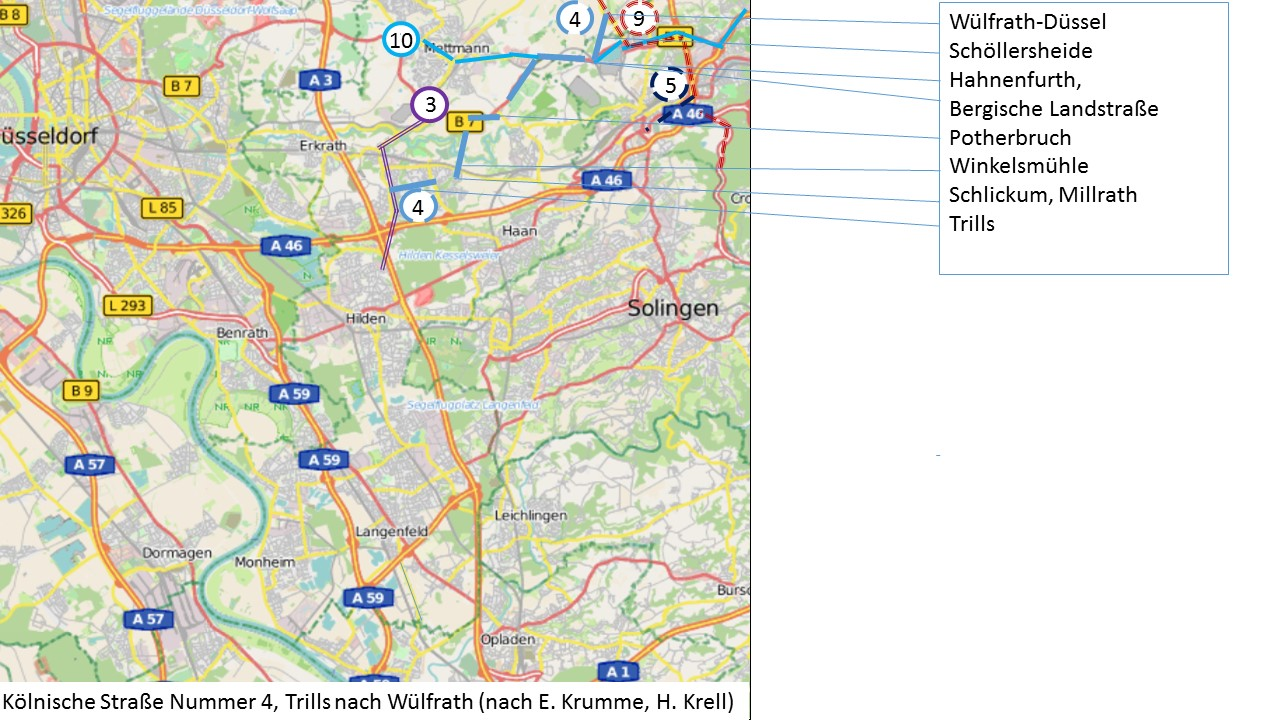
Kölnische Straße Trasse 4: Trills – Wülfrath-Düssel
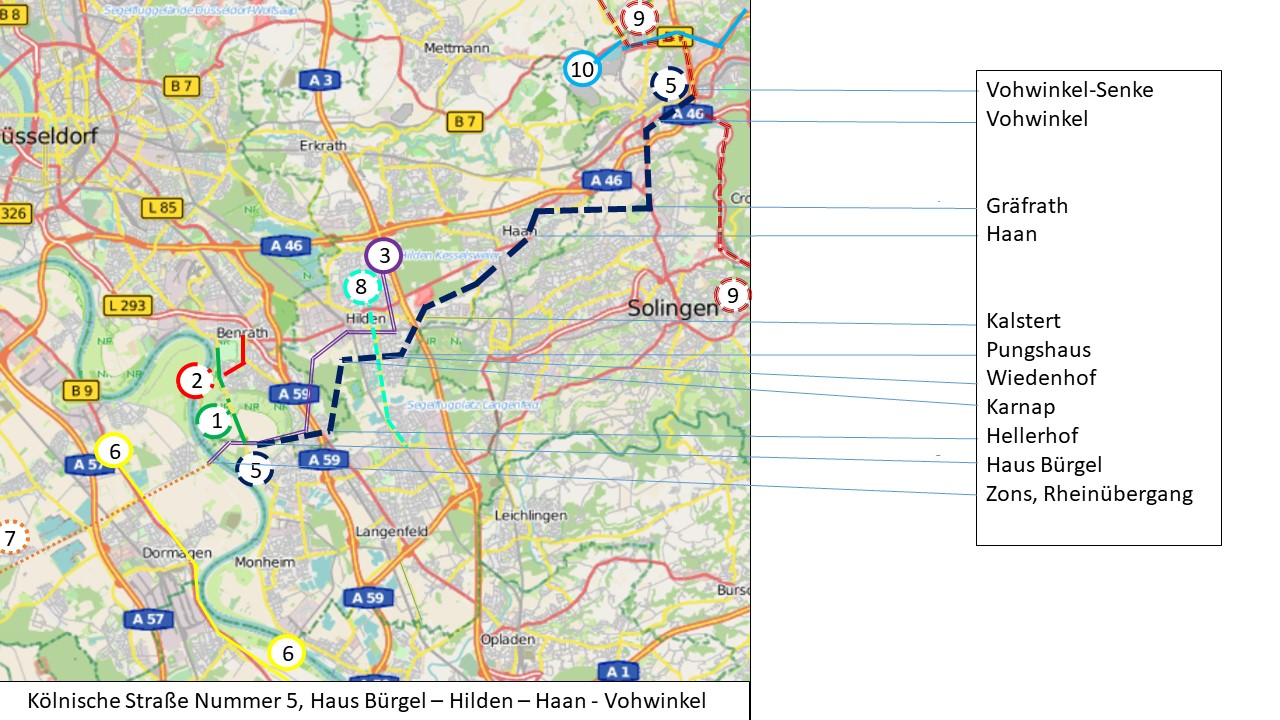
Kölnische Straße Trasse 5: Haus Bürgel – Hilden – Haan – Vohwinkel